# Distrito de Tumay Huaraca
El distrito de Tumay Huaraca es uno de los 20 que conforman la provincia de Andahuaylas ubicada en el departamento de Apurímac, bajo la administración del Gobierno regional de Apurímac, en el sur del Perú.
El distrito lleva el nombre del capitán chanca Tumay Huaraca quien dirigió la tercera expedición chanca al Cuzco. Este proviene de dos palabras quechuas: tuma, andariego y waraka, honda.
Desde el punto de vista jerárquico de la Iglesia católica forma parte de la diócesis de Abancay la cual, a su vez, pertenece a la Arquidiócesis de Cusco.

## Historia
El distrito fue creado mediante Ley No.15268 del 29 de diciembre de 1964, durante el gobierno de Fernando Belaúnde.

## Población
De acuerdo al último censo nacional, el distrito de Tumay Huaraca tiene una población de 2 144 habitantes.

## Superficie
El distrito tiene un área de 446,71 km².

## Autoridades

### Municipales
- 2019 - 2022[4]
  - Alcalde: Richard Luis Silvera Huayhuas, del Partido Democrático Somos Perú.
  - Regidores:

  1. Estanislao Taipe Gonzales (Partido Democrático Somos Perú)
  2. Bacilio Huamán López (Partido Democrático Somos Perú)
  3. Catalina Andrade Taipe (Partido Democrático Somos Perú)
  4. Santos Taipe Sivipaucar (Partido Democrático Somos Perú)
  5. Diógenes Chipana Barrientos (Movimiento Regional Llankasun Kuska)

Alcaldes anteriores
- 2011-2014:[5] Honorato Demetrio Ramírez Sotaya, del Movimiento Popular Kallpa.
- 2007-2010: Rufino Edgay Taipe Romani.

## Festividades
- Carnavales: Se realizan durante el mes de febrero y a veces en el mes de marzo. Esta festividad se realiza en todos los anexos. El día domingo empieza en la localidad de Ccochapucro. El día lunes se lleva a cabo en Umamarca, Marcobamba, Villa Santa Rosa, Pulpería y Ccallo Occo. El día martes se realiza en Umamarca, Ccallo Occo, Villa Santa Rosa, Ischu Urcco, Santiago de Yanama y Marcobamba. El día miércoles se lleva a cabo en Pampapuquio y Pulpería. Finalmente el día jueves en Chusicani y Wachwayllu.
- La fiesta de San Juan: Se celebra el 24 de junio de cada año y se lleva a cabo en las localidades de Ccochapucro, Ccallo occo y Chusicani.
- Festividad de la Virgen del Carmen: Se celebra 16 de julio de cada año y se celebra en las localidades de Marcobamba y Ccochapucro.
- La fiesta patronal de Umamarca: Inicia  el 28 de julio y termina el 12 de agosto. En dicha fiesta se celebra a la Virgen de las Nieves, la Virgen del Carmen y al Taytacha Ccollana Amo. Los actos más importantes son: el Mamacha Reyna Chica qipikuy, el Tuparinakuy, el Docenakuy, el Mamacha taytacha allichakuy, el Mamachapa punchawnin, el Taytachapa punchawnin (muqi), el Puntakaq turu (Primer día de la corrida de toros), el Chawpi turu (segundo día de corrida de toros), el Qipa turu (3° día de corrida de toros), las elecciones y el Umaqampi.
- Festividad de los danzantes de tijeras: Es una fiesta de agua, en la cual los comuneros realizan la limpieza de las acequias con la danza de tijeras. Se realiza el 20 y 21 de agosto.
- Festividad de Santa Rosa de Lima: Esta festividad se realiza el 30 de agosto de cada año en la localidad de Villa Santa Rosa.
- Festividad de San Martín de Porres: Es la festividad de la localidad de Pampapuquio. Dicha  celebración se realiza cada 3 de noviembre.
- Navidad: Se realiza el 25 de diciembre, recordando el nacimiento de niño Jesús. En esta festividad se bailan los huaylias.